# Vroncourt
Vroncourt è un comune francese di 244 abitanti situato nel dipartimento della Meurthe e Mosella nella regione del Grand Est. 
Ha dato i natali a Louise Michel.

## Società

### Evoluzione demografica
Abitanti censiti